# Claude Delanne
Pour les articles homonymes, voir Delanne.
Claude Delanne est un homme politique français né le 27 janvier 1838 à Drambon (Côte-d'Or) et décédé le 25 octobre 1919 à Drambon.

## Biographie
Conseiller municipal de Drambon en 1870, il est maire de 1882 à 1904, conseiller d'arrondissement de 1886 à 1892 et de 1904 à 1919 et conseiller général du canton de Pontailler-sur-Saône de 1892 à 1898. Il est député de la Côte-d'Or de 1893 à 1898, siégeant avec les radicaux.

## Sources
- Ressource relative à la vie publique :   - Base Sycomore
- « Claude Delanne », dans le Dictionnaire des parlementaires français (1889-1940), sous la direction de Jean Jolly, PUF, 1960 [détail de l’édition]